# Nartalagunen
Nartalagunen (albanska: Laguna e Nartës, grekiska: Λίμνη Άρτας) är en lagun på Balkanhalvön innanför Vlorabukten vid Adriatiska havet. Den ligger i prefekturen Qarku i Vlorës, i Albanien. Strax söder om lagunen ligger byn Narta, som gett namn år lagunen.